# Les Nus et les Morts
Pour les articles homonymes, voir Les Nus et les Morts (homonymie).
Les Nus et les Morts (titre original : The Naked and the Dead) est un roman américain de Norman Mailer publié en 1948.

## Le roman
Inspiré par l'expérience de l'auteur dans le 112e régiment de cavalerie lors de la Seconde Guerre mondiale, ce roman est considéré comme l'un des plus importants romans en langue anglaise du XXe siècle.

## Adaptation
- 1958 : Les Nus et les Morts, film américain réalisé Raoul Walsh, d'après le roman de Norman Mailer, avec Raymond Massey, Cliff Robertson et Aldo Ray